# III. Hammurapi ugariti király
III. Hammurapi Ugarit utolsó uralkodója a tengeri népek támadása és a város jelentőségének végleges elvesztése előtt. Kapcsolata elődjével bizonytalan, talán III. Níkmaddu fia. Uralkodásának néhány eleme az utolsó hettita nagykirállyal, II. Szuppiluliumasszal, valamint Kargamis alkirályával, Talmi-Teszubbal folytatott levelezéséből ismert, ez egyben hozzávetőleges datálását is lehetővé teszi. A datálásban lényeges szerepe van az egyiptomi Bay levelének, amelyben a nagyvezír gratulált Hammurapinak a trónra lépéshez. Bay i. e. 1188 és 1183 között töltötte be a vezír posztját Sziptah fáraó első öt évében.
Ezen levelek azt mutatják, hogy Ugarit még mindig ereje teljében lévő városállam, hiszen a hajóhaddal nem rendelkező Hettita Birodalom az ugariti flotta segítségével harcolt meg három tengeri csatát Alaszija mellett, ezenkívül a városnak még mindig maradt hajótere arra, hogy Anatólia felé egyiptomi gabonát szállítson hettita kikötőkbe. Ugyanezen levelekben olvasható, hogy az ugariti király és Ehli-Nikal válásában Talmi-Teszub vállalta a döntőbíró szerepét, ami arra utal, hogy Ehli-Nikal Hammurapi felesége volt.
Ugarit jelentősége csúcsán úgy omlott össze, hogy végnapjairól nincs információnk. Szinte teljes bizonyossággal állítható azonban, hogy a tengeri népek második koalíciójának egyik hulláma söpörte el. Olyan mértékű volt a pusztítás, hogy Ugarit soha többé nem állt talpra, és helyét később az újhettita királyságok egyike, az Alalah–Ugariti Királyságnak nevezett Hattina foglalta el, amelyben azonban Ugarit nem játszott jelentősebb szerepet.